# Arrondissement Laon

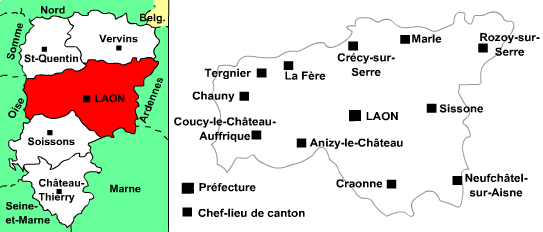
Arrondissement Laon

Laon is een arrondissement van het Franse departement Aisne in de regio Hauts-de-France. De onderprefectuur is Laon.

## Kantons
Het arrondissement was tot 2014 samengesteld uit de volgende kantons:
- Kanton Anizy-le-Château
- Kanton Chauny
- Kanton Coucy-le-Château-Auffrique
- Kanton Craonne
- Kanton Crécy-sur-Serre
- Kanton La Fère
- Kanton Laon-Nord
- Kanton Laon-Sud
- Kanton Marle
- Kanton Neufchâtel-sur-Aisne
- Kanton Rozoy-sur-Serre
- Kanton Sissonne
- Kanton Tergnier

Na de herindeling van de kantons in 2014, met uitwerking in maart 2015 zijn dat : 
- Kanton Chauny
- Kanton Guignicourt
- Kanton Laon-1
- Kanton Laon-2
- Kanton Marle (deel 42/65)
- Kanton Tergnier
- Kanton Vic-sur-Aisne  (deel 26/50)

## Demografie
In 1814 telde het arrondissement 147.669 inwoners. In 2018 waren dit 159.632 inwoners.